# N'Guelbély
N'Guelbely este o comună rurală din departamentul Maine-Soroa, regiunea Diffa, Niger, cu o populație de 1.000 locuitori (2001).